# Tropic
Tropic és una muntanya submarina que es troba a les Illes Canàries. És un volcà de 119 milions d'anys d'antiguitat, el cim del qual es troba a 1.000 metres de profunditat, i que en el passat va arribar a ser una illa. Alberga importants reserves de tel·luri, cobalt i altres metalls estratègics.

## Geografia
Tropic, un volcà gairebé circular de 3.200 metres d'alçada. És la segona muntanya submarina més alta després de Tiro (que s'aixeca 3.400 metres), i la segona de major superfície, després de The Paps, que és un 44% més gran (1.363 km²). S'aixeca sobre uns fons marins que disten més de 250 milles nàutiques del punt més proper de l'arxipèlag canari, en les coordenades 20.72 graus oest, 23.89 graus nord. Dista 499 quilòmetres (269 milles nàutiques) del port de La Restinga, a El Hierro, i 677 quilòmetres (360 milles) de la punta de Maspalomas (Gran Canària).
Els estudis realitzats indiquen que el volcà està coronat per un gran altiplà amb signes d'haver estat emergit sobre la superfície del mar, fins a un moment no determinat del passat en què es va enfonsar a 1.000 metres sota les aigües de l'Atlàntic, la seva posició actual.

## Jurisdicció
Tot i formar part de l'anomenada "Província Volcànica de les Illes Canàries", oficialment es troba fora de les 200 milles que delimiten avui les aigües espanyoles. Espanya porta anys estudiant el volcà i els fons marins que l'envolta per documentar la demanda que va presentar el 2014 davant l'ONU per estendre la plataforma continental de Canàries des de les 200 milles actuals fins a les 350, el que afegiria a la seva jurisdicció gairebé 300.000 km² d'oceà. El seu emplaçament se situa també dins d'una hipotètica prolongació de les aigües del Sàhara Occidental des dels 200 a les 350 milles, per la qual cosa haurà de ser Nacions Unides la que determini a qui corresponen aquests fons o si són aigües internacionals.

## Geologia
Estudis realitzats l'any 2016 per l'Institut Geològic i Miner d'Espanya, l'Institut Espanyol d'Oceanografia i la Universitat Complutense van assenyalar la seva riquesa mineral i la de les seves veïnes Eco, Drago i The Palps, amb grans concentracions de cobalt, vanadi, bari, níquel i plom, en crostes de ferromanganès. També s'hi troben terres rares, itri i platí. L'any 2017, investigadors britànics van indicar que les concentracions de tel·luri en aquesta zona són 50.000 vegades majors als dipòsits que existeixen actualment a tot el planeta. El tel·luri és un mineral fonamental per al desenvolupament de panells solars, revestiment de turbines eòliques marines i electrònica a la telefonia mòbil, entre d'altres.